# Rushes
Rushes è un album di musica elettronica dei The Fireman (il duo composto dall'ex-Beatle Paul McCartney e Youth) pubblicato nel 1998.
Di maggior successo rispetto al precedente Strawberries Oceans Ships Forest, Rushes si distingue per essere poco legato alle registrazioni precedenti di McCartney.
Come anche il precedente, questo album non appare nelle classifiche, e ne è stata fermata la stampa.

## Tracce
Tutte le tracce composte da The Fireman.
1. Watercolour Guitars – 5:48
2. Palo Verde – 11:56
3. Auraveda – 12:51
4. Fluid – 11:19
5. Appletree Cinnabar Amber – 7:12
6. Bison – 2:40
7. 7 a.m. – 7:49
8. Watercolour Rush – 1:45